# ギルクリスト郡 (フロリダ州)
ギルクリスト郡（ギルクリストぐん、英: Gilchrist County）は、アメリカ合衆国フロリダ州の北部に位置する郡である。2010年国勢調査での人口は16,939人であり、2000年の14,437人から17.3%増加した。郡庁所在地はトレントン市（人口1,999人）であり、同郡で人口最大の都市でもある。郡内に交通信号は1か所のみであり、道路は如何なる方向にも1車線を超えて備えられたものはない。
ギルクリスト郡はゲインズビル大都市圏に属しているが、郡域の大半は田園である。

## 歴史
ギルクリスト郡は1925年に設立され、州内では最も新しい郡となっている。郡名は1909年から1913年までフロリダ州知事を務めたアルバート・W・ギルクリストに因んで名付けられた。

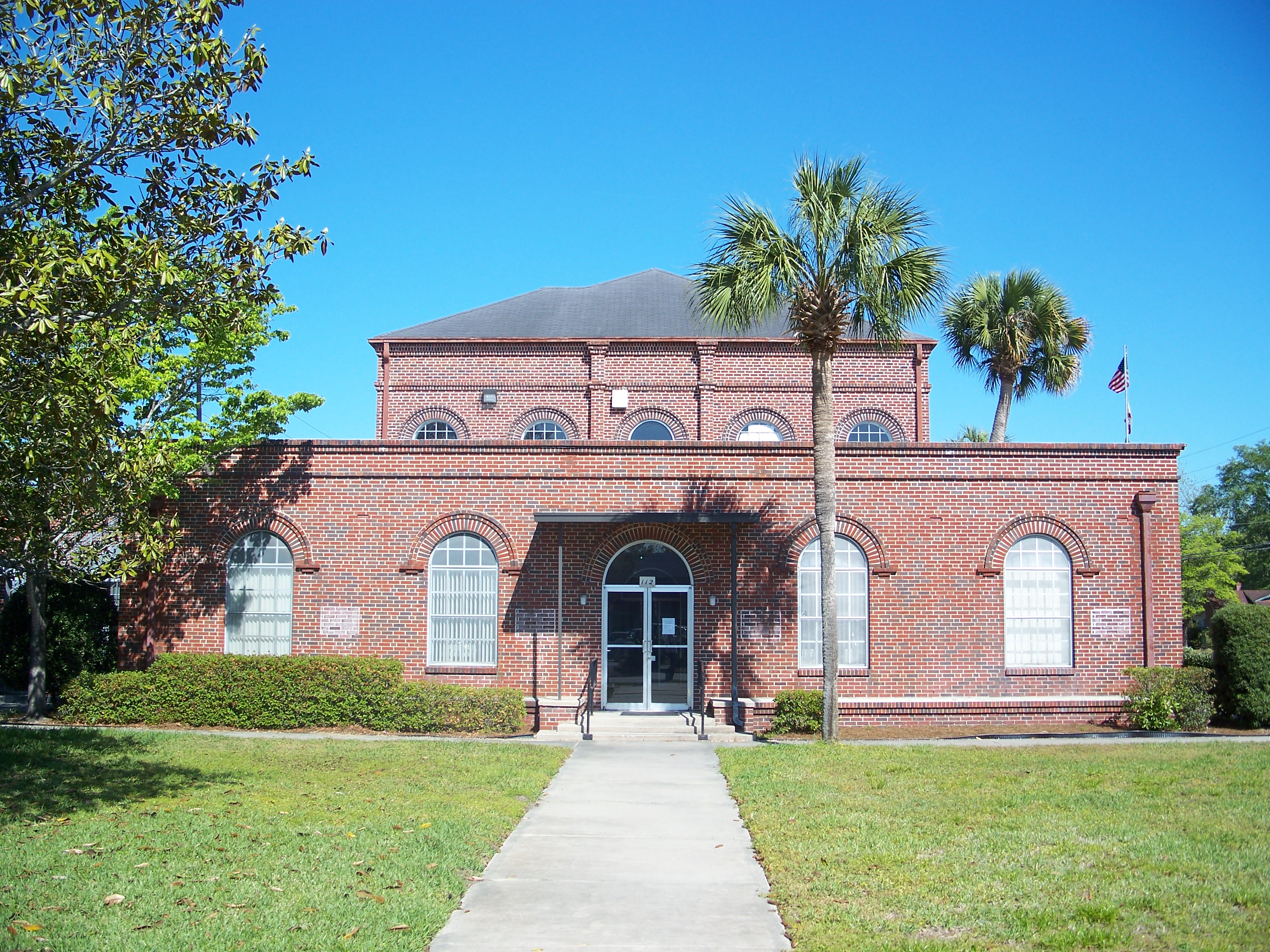
トレントン市にあるギルクリスト郡庁舎

### 歴史的建築物
- 第一バプテスト教会、イーストウェイド通り
- ギルクリスト郡庁舎
- トレントン駅
- 昔のトレントン・チャーチ・オブ・クライスト、南メインストリート

## 地理
アメリカ合衆国国勢調査局に拠れば、郡域全面積は355.47平方マイル (1,530 km2)であり、このうち陸地348.89平方マイル (1,490 km2)、水域は6.58平方マイル (39 km2)で水域率は1.85%である。

### 隣接する郡
- コロンビア郡 - 北東
- アラチュア郡 - 東
- レビー郡 - 南
- ディキシー郡 - 南西
- スワニー郡 - 北西
- ラファイエット郡 - 北西

## 人口動態
以下は2000年の国勢調査による人口統計データである。
| 基礎データ - 人口: 14,437人 - 世帯数: 5,021 世帯 - 家族数: 3,715 家族 - 人口密度: 16人/km2（41人/mi2） - 住居数: 5,906軒 - 住居密度: 7軒/km2（17軒/mi2） 人種別人口構成 - 白人: 90.52% - アフリカン・アメリカン: 7.00% - ネイティブ・アメリカン: 0.37% - アジア人: 0.17% - 太平洋諸島系: 0.01% - その他の人種: 0.69% - 混血: 1.26% - ヒスパニック・ラテン系: 2.80% | 年齢別人口構成 - 18歳未満: 24.4% - 18-24歳: 14.2% - 25-44歳: 24.8% - 45-64歳: 22.9% - 65歳以上: 13.6% - 年齢の中央値: 35歳 - 性比（女性100人あたり男性の人口） - 総人口: 112.5 - 18歳以上: 115.1 世帯と家族（対世帯数） - 18歳未満の子供がいる: 32.9% - 結婚・同居している夫婦: 59.0% - 未婚・離婚・死別女性が世帯主: 11.2% - 非家族世帯: 26.0% - 単身世帯: 21.1% - 65歳以上の老人1人暮らし: 8.7% - 平均構成人数 - 世帯: 2.61人 - 家族: 3.01人 | 収入と家計 - 収入の中央値 - 世帯: 30,328米ドル - 家族: 34,485米ドル - 性別 - 男性: 27,359米ドル - 女性: 21,946米ドル - 人口1人あたり収入: 13,985米ドル - 貧困線以下 - 対人口: 14.1% - 対家族数: 10.9% - 18歳未満: 17.6% - 65歳以上: 12.9% |

## 都市と町
- ベル
- ファニングスプリングス（一部はレビー郡）
- トレントン - 郡庁所在地

## 商業
「トレントン州立ファーマーズマーケット」がトレントン市の北、州道47号線沿いにある。

## 政治
| 年     | 共和党 | 民主党 | その他 |
| ------ | ------ | ------ | ------ |
| 2008年 | 72.3%  | 25.5%  | 2.1%   |
| 2004年 | 70.4%  | 28.7%  | 0.9%   |
| 2000年 | 61.2%  | 35.4%  | 3.4%   |

## 著名な出身者
- イーストン・コービン、カントリー・ミュージック歌手

### 政府関連
- Gilchrist County Board of County Commissioners
- Gilchrist County Supervisor of Elections
- Gilchrist County Property Appraiser
- Gilchrist County Sheriff's Office
- Gilchrist County Tax Collector

### 特殊地区
- Gilchrist County Public Schools
- Suwanee River Water Management District

### 司法関連
- Gilchrist County Clerk of Courts
- Office of the State Attorney, 8th Judicial Circuit of Florida serving Alachua, Baker, Bradford, Gilchrist, Levy and Union Counties
- Circuit and County Court for the 8th Judicial Circuit of Florida

### メディア
- The Gilchrist County Journal, the local newspaper for Gilchrist County, Florida fully and openly available in the Florida Digital Newspaper Library

座標: 北緯29度44分 西経82度48分 / 北緯29.73度 西経82.80度